# 寺井赤音
寺井 赤音（てらい あかね、9月16日 - ）は、日本の漫画家。女性。石川県金沢市出身、在住。

## 来歴
金沢美術工芸大学在学中にデビューする。
2011年6月、『月刊ASUKA』（角川書店）2011年8月号よりサンライズの原作による『O*G*A 鬼ごっこロワイアル』の連載を開始。
2012年7月、『月刊ASUKA』9月号より『デスメロ』の連載を開始。
2013年12月、『月刊ASUKA』2014年2月号より『七福マフィア』の連載を開始。
2015年9月に『少年マガジンエッジ』（講談社）が創刊され、創刊号である10月号から『花街ヒイロヲ』の連載を開始。
2017年6月、『少年マガジンエッジ』7月号より『あまちんは自称♂』の連載を開始。
2019年6月28日にミッキーマウスのスクリーンデビュー90周年を記念して講談社より発売された『ミッキーマウス90周年記念イラスト集 gift』では、ミッキーマウスファンを自認する漫画家がイラストを描きおろしており、寺井も参加している。
2024年2月、『ドラドラしゃーぷ＃』より栗原和明の原作による『モテはるねえ蘆屋くん』の連載を開始。

## 人物
お絵かきとセルフネイルが趣味。よく聴く音楽としてRADWIMPS、和楽器バンド、ポルノグラフィティのアーティストを挙げている。

## 作品リスト

### 漫画作品

#### 連載
- O*G*A 鬼ごっこロワイアル（原作：サンライズ、『月刊ASUKA』2011年8月号[2] - 2012年） - 作画担当。
- デスメロ（『月刊ASUKA』2012年9月号[3] - 2013年1月号）
- 劇場版ATARU -THE First VOVE & THE Last KILL-（脚本：櫻井武晴、『月刊ASUKA』2013年10月号[10] - 2014年1月号） - 作画担当。
- 七福マフィア（『月刊ASUKA』2014年2月号[4] ‐ 2015年1月号[11]）
- 花街ヒイロヲ（『少年マガジンエッジ』2015年10月号〈創刊号[5]〉 - 2017年2月号[12]）
- あまちんは自称♂（『少年マガジンエッジ』2017年7月号[6] - 2023年4月号[13]）
- モテはるねえ蘆屋くん（原作：栗原和明、『ドラドラしゃーぷ＃』2024年2月17日 - 連載中[8]） - 作画担当。

#### 読み切り
- 両手に眼鏡（『月刊ASUKA』2011年）
- 俺様弟様（『月刊ASUKA』2011年）
- タヌキの刀装（『刀剣乱舞-ONLINE-アンソロジー 〜初陣〜』2015年[14]） - 『刀剣乱舞-ONLINE-』のアンソロジー寄稿作品。
- 女装して告ってみた（『＃BがLする4ページアンソロジー』2020年[15]） - アンソロジー寄稿作品。
- まひろがようじょ（原作：ねことうふ、『お兄ちゃんはおしまい！ 公式アンソロジーコミック』2巻、2022年） - 『お兄ちゃんはおしまい！』のアンソロジー寄稿作品。

### 書籍
- 『O*G*A 鬼ごっこロワイアル』、原作：サンライズ、角川書店〈あすかコミックスDX〉2011年 - 2012年、全2巻
- 『デスメロ』、角川書店〈あすかコミックスDX〉2012年、全1巻
- 『劇場版ATARU -THE First VOVE & THE Last KILL-』、脚本：櫻井武晴、KADOKAWA（旧・角川書店）〈あすかコミックスDX〉2013年、上下巻
- 『七福マフィア』、KADOKAWA〈あすかコミックスDX〉2014年、全3巻
- 『花街ヒイロヲ』、講談社〈マガジンエッジコミックス〉2016年 - 2017年、全4巻
- 『ののって！野々市』、原作：輝野良明、野々市市観光物産協会[1]、2017年 - 連載中、既刊5巻
- 『あまちんは自称♂』、講談社〈マガジンエッジコミックス〉2017年 - 2023年、全11巻
- 『モテはるねえ蘆屋くん』、原作：栗原和明、KADOKAWA〈ドラゴンコミックスエイジ〉2024年 - 、既刊2巻（2025年4月9日現在）
  1. 2024年9月9日発売[16][17]、ISBN 978-4-04-075595-3
  2. 2025年4月9日発売[18]、ISBN 978-4-04-075870-1

### その他
- TIGER&BUNNY 公式コミックアンソロジー extra（アンソロジーコミック、2012年）
- ウエポンガールズ（ダンクハーツのゲーム）キャラクターデザイン、カードイラスト
- 陰陽の道（ニジボックスのゲーム）キャラクターデザイン、カードイラスト
- なむあみだ仏っ！（ビジュアルワークスのゲーム）観音菩薩キャラクターデザイン、カードイラスト
- Rの法則（NHK）〜武将萌え伊達政宗〜、伊達政宗イラスト
- Rの法則（NHK）リサイクルアート、イラスト
- 僕声season2（WOWOW）コント用原稿